# Olympische Geschichte Kolumbiens
| Gelbes Symbol für Goldmedaillen mit stilisierten Olympischen Ringen | Graues Symbol für Silbermedaillen mit stilisierten Olympischen Ringen | Braundes Symbol für Bronzemedaillen mit stilisierten Olympischen Ringen |
| ------------------------------------------------------------------- | --------------------------------------------------------------------- | ----------------------------------------------------------------------- |
| 5                                                                   | 9                                                                     | 14                                                                      |

Kolumbien, dessen NOK, das Comité Olímpico Colombiano, 1936 gegründet wurde, schickte erstmals 1932 Sportler zu den Olympischen Sommerspielen. Bis auf 1952 nahm Kolumbien an allen folgenden Sommerspielen teil. 2010 wurde erstmals eine Delegation zu Winterspielen geschickt. Jugendliche Sportler nahmen an den beiden bislang ausgetragenen Jugend-Sommerspielen und an den Jugend-Winterspielen 2016 teil.

## Allgemeine Übersicht

### Sommerspiele
Der erste Kolumbianer, der an Olympischen Spielen teilnahm, war Francisco Henríquez de Zubiría. Der 1869 in Paris geborene de Zubiría war als kolumbianischer Staatsbürger beim Racing Club Paris aktiv. Das zum olympischen Programm gehörende Tauziehen war nicht als Nationenwertung gedacht, es war stattdessen für Vereinsmannschaften ausgeschrieben. Diese Vereine, bei denen Sportler aus den unterschiedlichsten Nationen zusammenkamen, repräsentierten das Land, in dem sie ansässig waren. Die Tauziehmannschaft des RC Paris bestand aus fünf Franzosen und dem Kolumbianer de Zubiría. Sie traten gegen eine Mannschaft aus Dänen und Schweden an und verloren den Wettkampf. De Zubiría ist damit nicht nur der erste kolumbianische Olympionike, er ist zudem der erste Kolumbianer, der eine Medaille gewann. Diese Medaille ist jedoch nicht in der Medaillenbilanz Kolumbiens enthalten.
Die eigentlich olympische Premiere Kolumbiens fand 1932 in Los Angeles statt. Am 7. August 1932 wurde der Marathonläufer Jorge Perry Kolumbiens erster Olympionike, der sein Land repräsentierte. Der Komponist Emirto de Lima reichte eines seiner Werke im Rahmen der olympischen Kunstwettbewerben ein, wurde jedoch nicht bewertet.
1936 in Berlin traten fünf Leichtathleten an. Die Wettkämpfe dauerten bis zum 7. August an. Danach schloss sich die kolumbianische Delegation einem Protest Perus an und reiste geschlossen ab. Peru hatte im Fußballturnier das Viertelfinalspiel gegen Österreich mit 4:2 nach Verlängerung gewonnen. Da jedoch peruanische Anhänger zwischenzeitlich den Platz gestürmt und einen österreichischen Spieler angegriffen hatten, wurde das Spiel nach einem Protest der Österreicher annulliert. Ein Wiederholungsspiel wurde angesetzt, jedoch zog das peruanische NOK seine gesamte Mannschaft ab. Kolumbien erklärte sich solidarisch und reiste ebenfalls ab.
1948 nahmen erstmals kolumbianische Fechter und Schwimmer teil. 1952 wurde keine Olympiamannschaft für die Spiele von Helsinki aufgestellt. 1956 in Melbourne war die Mannschaftsstärke auf 26 Teilnehmer gestiegen. Radsportler, Schützen und Gewichtheber nahmen erstmals an olympischen Wettkämpfen teil. 1960 gab ein kolumbianischer Wasserspringer sein Debüt. In Tokio 1964 gab es einen ersten Erfolg. Der Bahnradfahrer Mario Vanegas wurde im Sprint Fünfter. 1968 in Mexiko-Stadt nahm erstmals eine kolumbianische Fußballauswahl am olympischen Turnier teil. Der Mannschaft gelang ein Sieg gegen Frankreich, hatte aber vorher schon zwei Gruppenspiele verloren und schied damit aus. Die Wasserspringerin Martha Manzano war am 17. Oktober 1968 die erste Frau Kolumbiens bei Olympischen Spielen. Der Radrennfahrer Martín Emilio Rodríguez belegte sowohl im Straßenrennen als auch in der Einzelverfolgungen jeweils Platz 9.
1972 in München wurden die ersten Medaillen gewonnen. Erster Medaillengewinner Kolumbiens wurde am 31. August 1972 der Schütze Helmut Bellingrodt, der Silber im Schießen auf die laufende Scheibe gewann. In München nahmen erstmals kolumbianische Boxer teil, die auch direkt zwei Bronzemedaillen durch Clemente Rojas im Federgewicht und Alfonso Pérez im Leichtgewicht gewannen. Der Radrennfahrer Miguel Samacá wurde Neunter im Straßenrennen, in der Einzelverfolgung erreichte Luis Díaz Platz 5. Die Fußballauswahl Kolumbiens schied mit nur einem Sieg in drei Spielen in der Vorrunde aus. Gegen die DDR unterlag die Mannschaft mit 1:6.
Kolumbianische Segler waren zum ersten Mal 1976 bei Olympischen Spielen dabei. Titelverteidiger Helmut Bellingrodt platzierte sich im Wettbewerb mit der laufenden Scheibe auf Platz 6. 1980 in Moskau erreichte der Schwimmer Pablo Restrepo Platz 7 über 100 Meter Brust. Auch in Moskau scheiterte die Fußballauswahl in der Vorrunde, diesmal nach einem Sieg, einem Unentschieden und einer Niederlage. 1984 in Los Angeles nahmen erstmals Bogenschützen und Ringer des Landes teil. Helmut Bellingrodt konnte 12 Jahre nach seinem Medaillengewinn von München wieder Silber mit der laufenden Scheibe gewinnen. In der Leichtathletik erreichte der Geher José Querubin Moreno Platz 9 über 20 Kilometer. Pablo Restrope wurde über 200 Meter Brust Sechster, Radrennfahrer Néstor Mora im Straßenrennen Achter. Ebenfalls Platz 8 erreichte der Schütze Bernardo Tobar mit der Schnellfeuerpistole.
Reiten und Judo standen für kolumbianische Teilnehmer erstmals 1988 in Seoul auf dem Plan. Der Boxer Jorge Julio Rocha gewann Bronze im Bantamgewicht. Bernardo Tobar verbesserte sich auf Platz 6 mit der Schnellfeuerpistole. 1992 in Barcelona wurde die Leichtathletin Ximena Restrepo zur ersten Frau aus Kolumbien, die eine Medaille gewinnen konnte. Im Dreisprung gewann sie die Bronzemedaille. Der Geher Héctor Moreno wurde Neunter über 20 Kilometer. Der Fechter Mauricio Rivas wurde Siebter mit dem Degen. Bernardo Tobar erreichte mit der Schnellfeuerpistole noch einmal Platz 8. Im Gewichtheben belegte Eyne Acevedo im Leichtgewicht Platz 6.
2000 in Sydney konnte der erste Olympiasieg gefeiert werden. Die Gewichtheberin María Isabel Urrutia gewann Gold im Schwergewicht. Carmenza Delgado wurde im Superschwergewicht Vierte. Im Trapschießen wurde Danilo Caro Siebter. Erstmals war Kolumbien im Tennis, Taekwondo und Triathlon vertreten. 2004 in Athen kam Turnen hinzu. In Athen gewannen zwei Frauen jeweils eine Bronzemedaille. María Luisa Calle wurde Dritte im Punktefahren, Mabel Mosquera im Federgewicht des Gewichthebens. Weitere vordere Platzierungen erreichten der Radrennfahrer Santiago Botero mit Platz 7 im Einzelzeitfahren, der Gewichtheber Óscar Figueroa mit Platz 5 im Bantamgewicht und die Taekwondoin Gladys Mora im Fliegengewicht.
2008 in Peking gewann der Gewichtheber Diego Salazar Silber im Federgewicht, Leydi Solís wurde Fünfte im Halbschwergewicht. Die Ringerin Jackeline Rentería gewann Bronze im Leichtgewicht des Freistils. María Luisa Calle wurde im Punktefahren Vierte, auch Andrés Jiménez erreichte auf dem BMX Platz 4. Santiago Botero wurde Sechster im Straßenrennen. In Peking nahmen erstmals eine kolumbianische Tischtennisspielerin und ein Ruderer teil.
In London 2012 nahmen erstmals über 100 Athleten aus Kolumbien teil. Acht Medaillengewinne, darunter ein Olympiasieg, bedeutete die bislang erfolgreichste Teilnahme an Olympischen Spielen einer kolumbianischen Olympiamannschaft. Einen kompletten Medaillensatz gewannen dabei die Radsportler. Olympiasiegerin wurde Mariana Pajón auf dem BMX. Silber gewann Rigoberto Urán im Straßenrennen, Bronze ging an Carlos Oquendo auf dem BMX, Andrés Jiménez wurde hier Sechster. Silber gewannen auch die Leichtathletin Caterine Ibargüen im Dreisprung und der Gewichtheber Óscar Figueroa im Federgewicht. Bronze gewannen die Ringerin Jackeline Rentería im Leichtgewicht des Freistils, die Judoka Yuri Alvear im Mittelgewicht und der Taekwondoin Óscar Muñoz im Fliegengewicht. Weitere vordere Platzierungen erreichten die Gewichtheberinnen Rusmeris Villar mit Platz 6 im Federgewicht und Ubaldina Valoyes im Halbschwergewicht, ebenfalls mit Platz 6.
Noch erfolgreicher wurden die Spiele von Rio de Janeiro 2016. Wieder wurden acht Medaillen gewonnen, diesmal konnten jedoch drei Olympiasiege gefeiert werden. Mariana Pajón verteidigte ihren Olympiasieg von London auf dem BMX, Óscar Figueroa gewann das Gewichtheben im Federgewicht und Caterine Ibargüen gewann den Dreisprung. Silber gewannen die Judoka Yuri Alvear im Mittelgewicht und der Boxer Yuberjen Martínez im Halbfliegengewicht. Bronze ging an den BMX-Fahrer Carlos Ramírez, an die Boxerin Ingrit Valencia im Fliegengewicht und an den Gewichtheber Luis Javier Mosquera im Leichtgewicht. Vordere Platzierungen erreichten der Leichtathlet Manuel Esteban Soto mit Platz 9 im Gehen über 20 Kilometer, die Radrennfahrer Fabián Puerta mit Platz 5 im Keirin, Fernando Gaviria mit Platz 4 im Omnium und Jhonnatan Botero auf dem Mountainbike, der Turner Jossimar Calvo im Einzelmehrkampf sowie im Gewichtheben durch Habib de las Salas mit Platz 6 im Bantamgewicht, Andres Caidedo mit Platz 6 im Mittelgewicht, Lina Rivas mit Platz 7 im Leichtgewicht, Mercedes Pérez mit Platz 4 im Mittelgewicht, Leydi Solís mit Platz 4 im Leichtschwergewicht und Ubaldina Valoyes mit Platz 4 im Halbschwergewicht. Die Fußballmannschaft der Männer erreichte nach einem Sieg und zwei Unentschieden in der Vorrunde das Viertelfinale. Hier schieden sie nach einem 0:2 gegen Brasilien aus. Erstmals gingen ein kolumbianischer Golfer und eine Frauenmannschaft im Rugby Sevens an den Start.

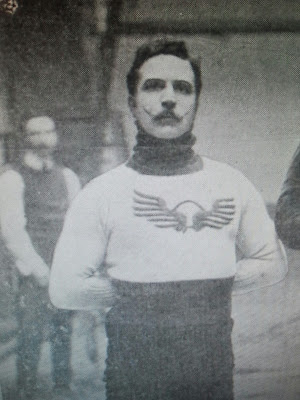
Francisco Henríquez de Zubiría
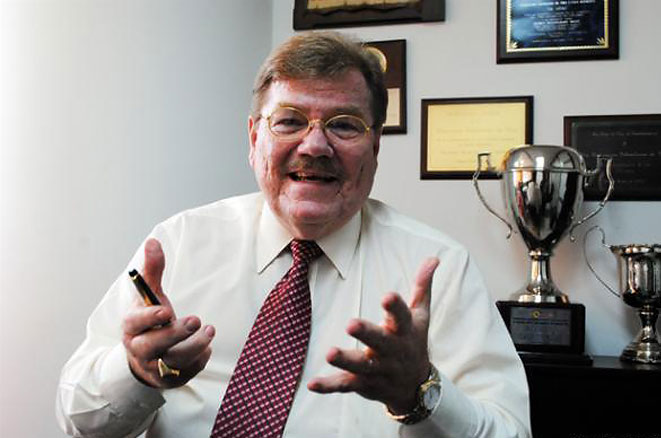
Helmut Bellingrodt, erster Medaillengewinner Kolumbiens 1972 (Foto von 2013)
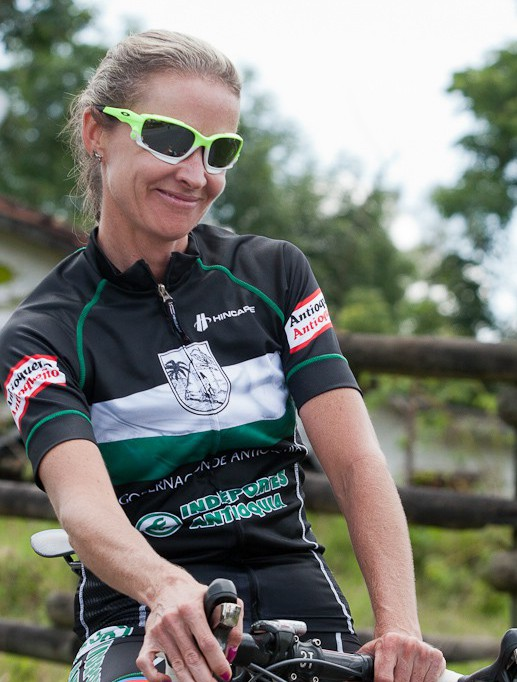
María Luisa Calle, Bronze 2004
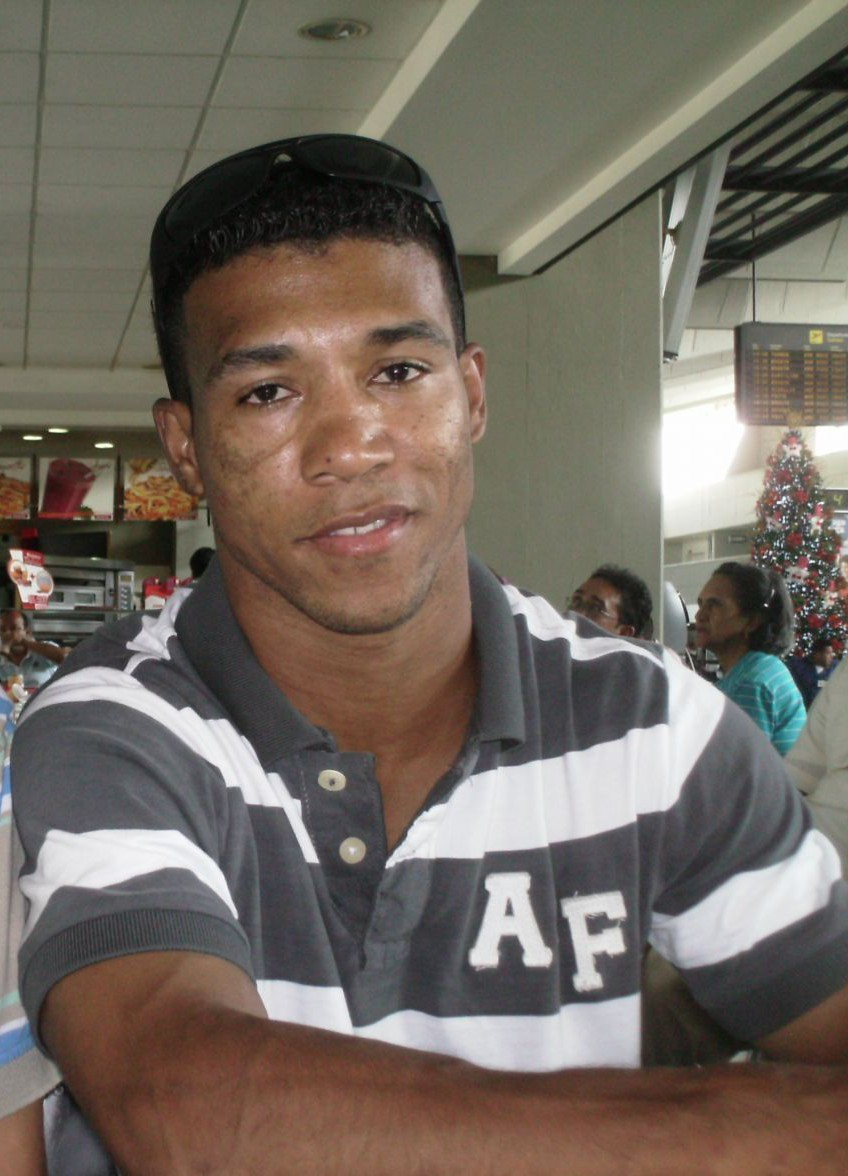
Diego Salazar, Silber 2008
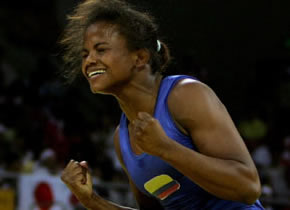
Jackeline Rentería, Bronze 2008 und 2012
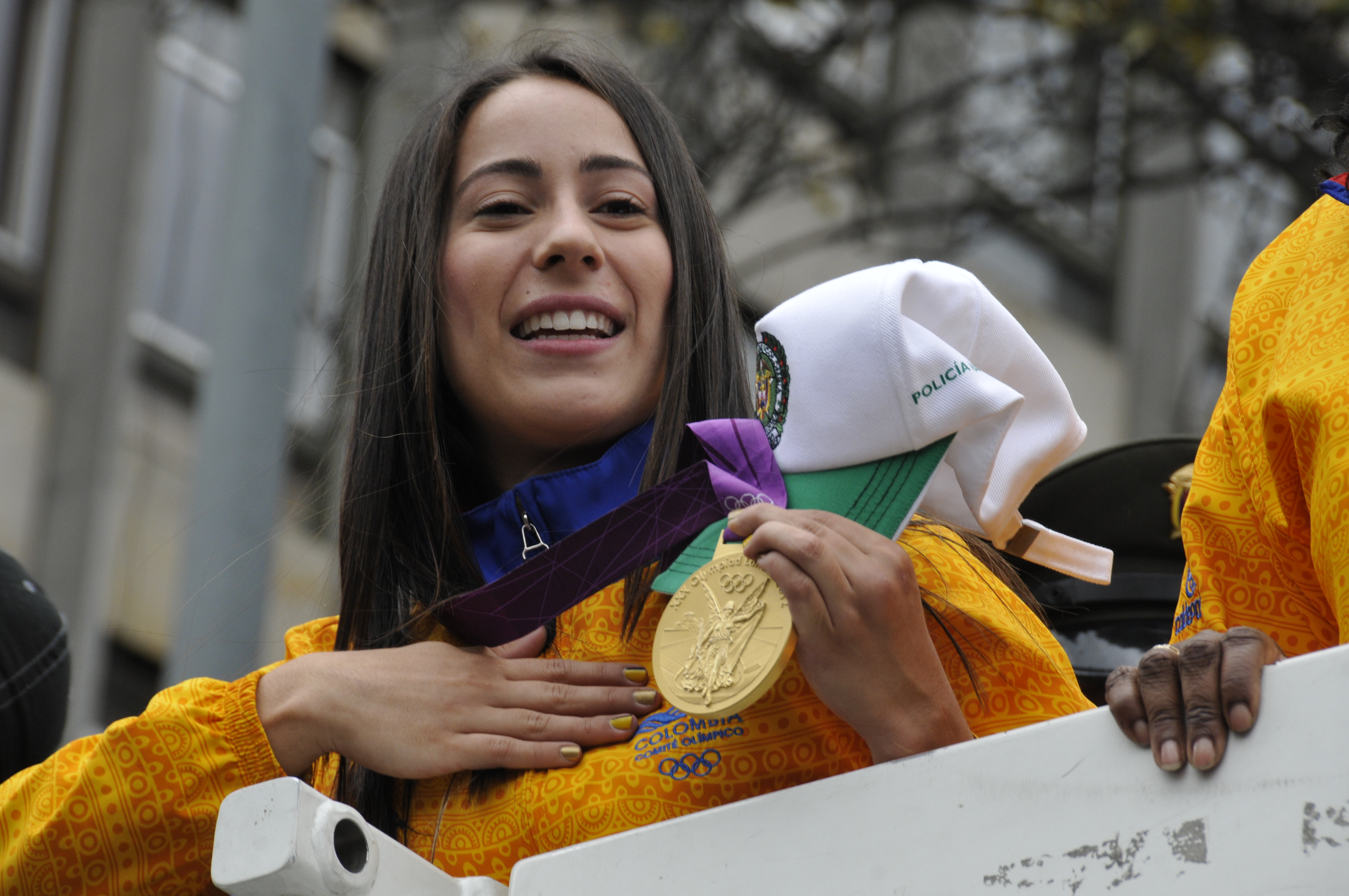
Olympiasiegerin Mariana Pajón bei der Begrüßung nach ihrer Rückkehr 2012
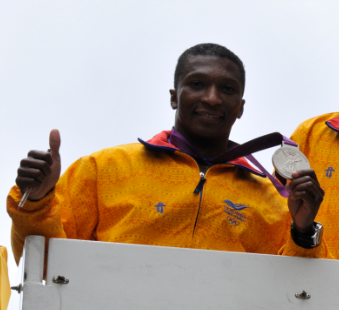
Óscar Figueroa, Silber 2012 und Olympiasieg 2016, ebenfalls bei der Rückkehr 2012
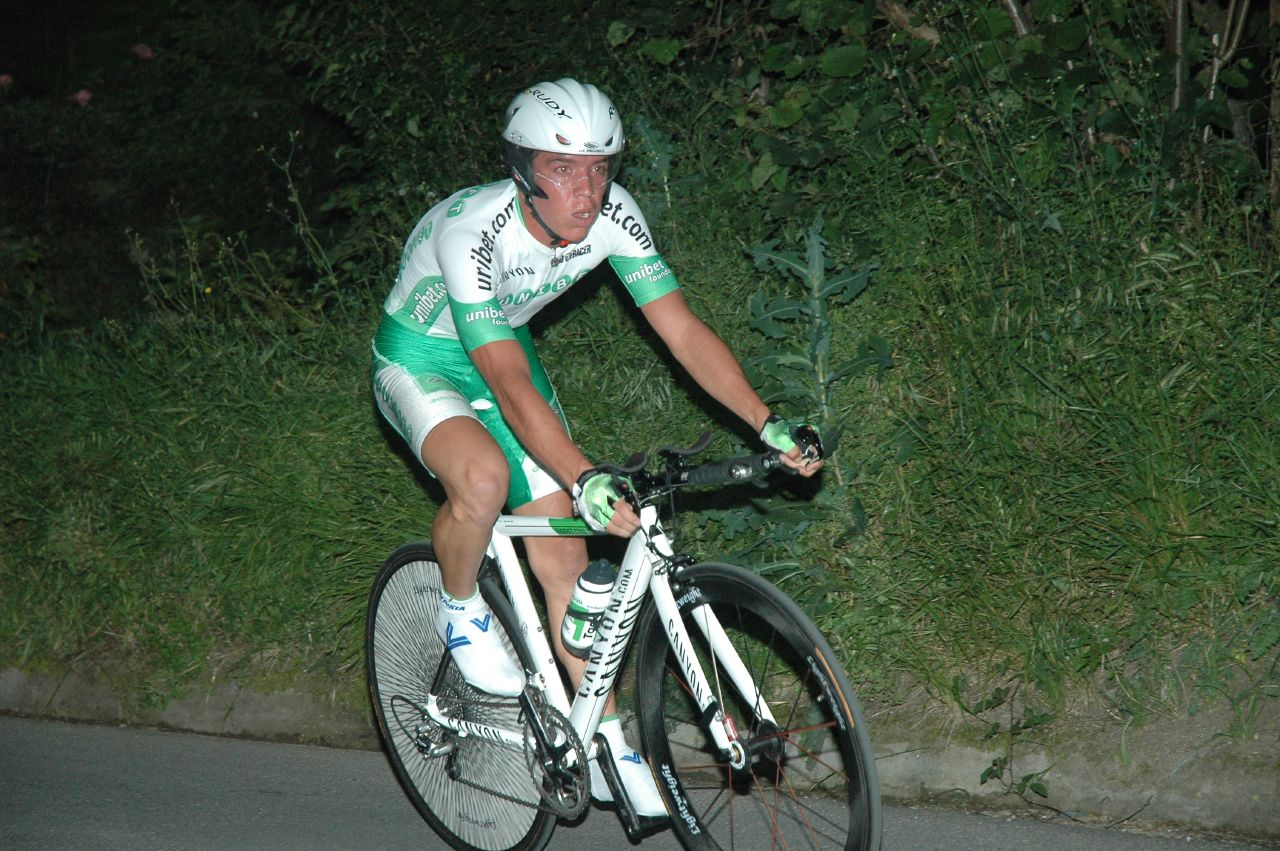
Rigoberto Urán, Silber 2012
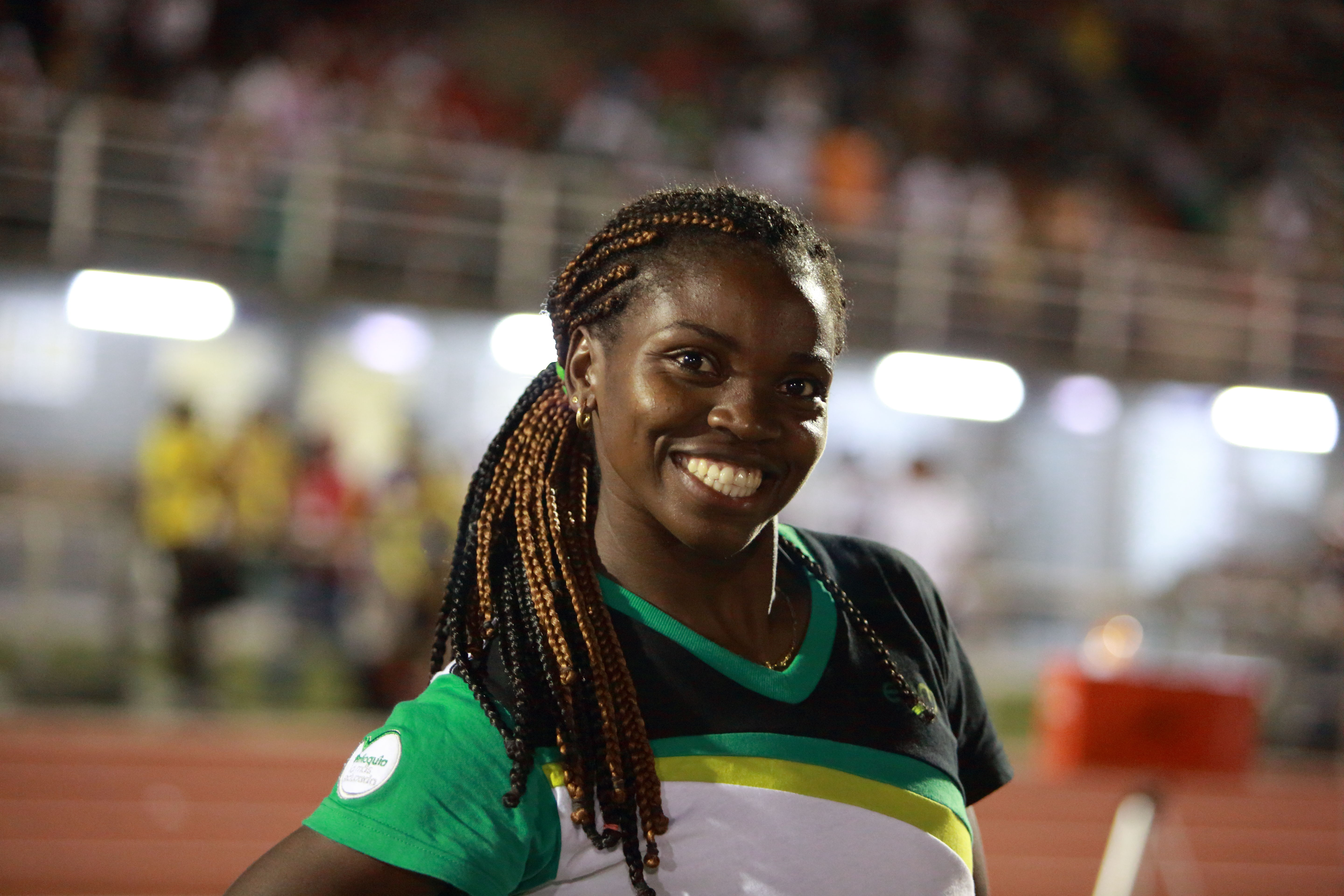
Caterine Ibargüen, Olympiasiegerin 2016
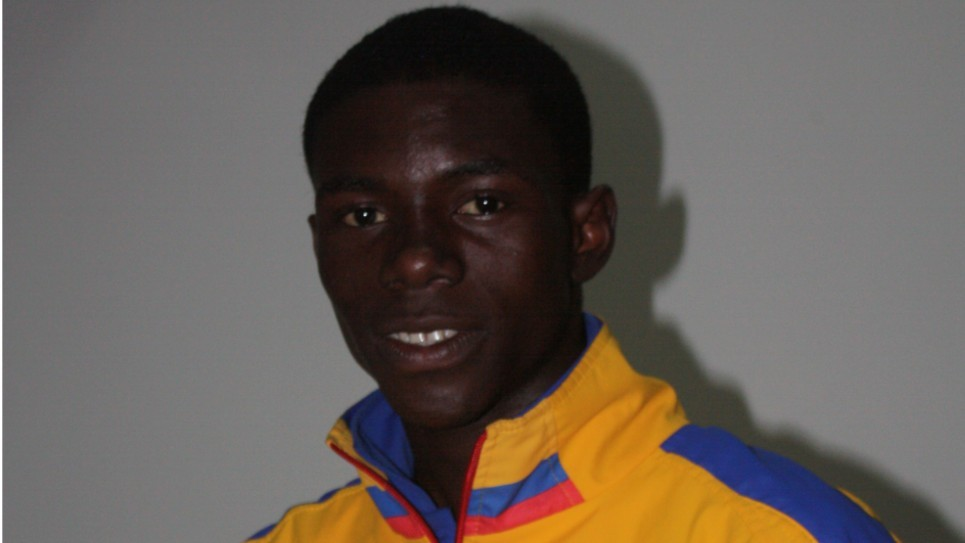
Yuberjen Martínez, Silber 2016

### Winterspiele
Die erste Teilnahme Kolumbiens an Olympischen Winterspielen fand 2010 in Vancouver statt. Erste Wintersportlerin ihres Landes war die Skirennfahrerin Cynthia Denzler. 2014 nahm Kolumbien nicht teil. 2018 wurden vier Athleten nach Pyeongchang entsandt. Unter ihnen befanden sich die ersten Skilangläufer und Eisschnellläufer Kolumbiens bei Olympischen Winterspielen.

### Jugendspiele

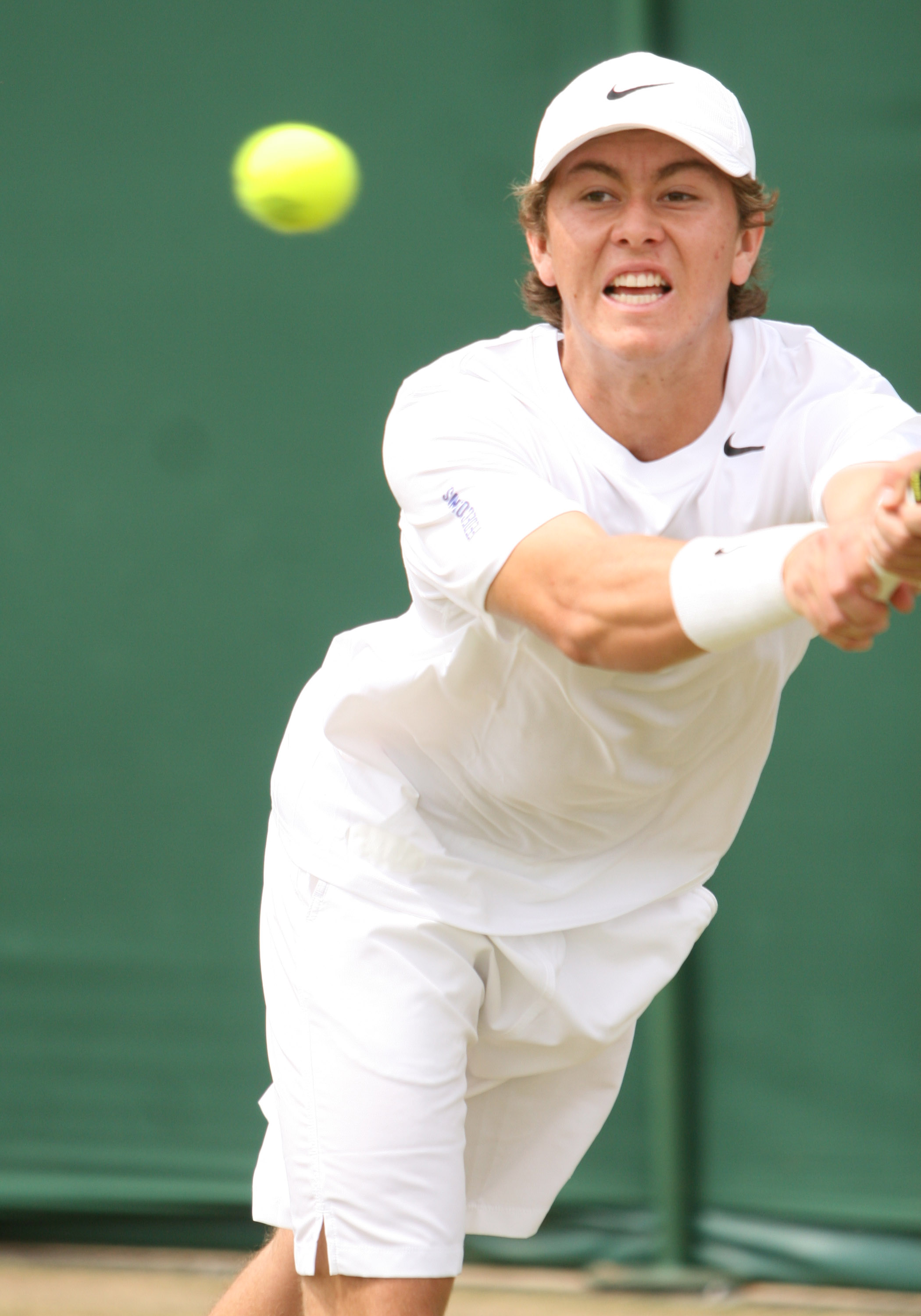
Juan Sebastián Gómez, Jugend-Olympiasieger 2010

Mit 24 Jugendlichen nahm Kolumbien an den Jugend-Sommerspielen 2010 in Singapur teil. Olympiasieger wurden Juan Sebastián Gómez, der im Tennis das Einzel gewann und das Kombinationsteam der Radrennfahrer. Silber gewannen der Gewichtheber José Mena im Leichtgewicht, der Boxer Juan Carlos Carrillo im Mittelgewicht sowie der Reiter Mario Gamboa auf LH Titan in der Einzelwertung des Springreitens. Der Wasserspringer Miguel Angel Reyes wurde Achter im Kunstspringen. Die Schwimmerin Isabella Arcila wurde Siebte über 50 Meter Rücken. Im Gewichtheben erreichten José Velez Platz 5 im Schwergewicht und Diana Cadena Platz 5 im Leichtgewicht. Yerzon Hernández wurde im Freistilringen Vierter im Federgewicht, Sayury Canon Fünfte im Leichtgewicht. Im griechisch-römischen Stil wurde Carlos Valor Sechster im Halbschwergewicht.
2014 in Nanjing nahmen 34 Jugendliche teil. Die Radsportler Brandon Vargas und Jhon Rodríguez siegten in der Teamwertung der Jungen. Gewichtheber Andres Caicedo gewann Bronze im Leichtgewicht, Taekwondoin Debbie Gómez im Halbschwergewicht.
Auch an den Jugend-Winterspielen 2016 in Lillehammer nahm Kolumbien teil. Einziger Teilnehmer war der Skirennfahrer Michael Poettoz.

## IOC-Mitglieder
Kolumbien stellt ein IOC-Mitglied. Der Politiker Luis Alberto Moreno wurde 2016 zum IOC-Mitglied gewählt.

## Übersicht der Teilnahmen

### Sommerspiele
| Jahr      | Athleten           | Athleten           | Athleten           | Fahnenträger         | Sportarten         | Sportarten         | Sportarten         | Sportarten         | Sportarten         | Sportarten         | Sportarten         | Sportarten         | Sportarten         | Sportarten         | Sportarten         | Sportarten         | Sportarten         | Sportarten         | Sportarten         | Sportarten         | Sportarten         | Sportarten         | Sportarten         | Sportarten         | Sportarten         | Sportarten         | Medaillen          | Medaillen          | Medaillen          | Medaillen          | Medaillen          |
| Jahr      | Gesamt             | m                  | w                  | Fahnenträger         | Leichtathletik     | Fechten            | Schwimmen          | Radsport           | Schießen           | Gewichtheben       | Wasserspringen     | Fußball            | Boxen              | Segeln             | Bogenschießen      | Wrestling          | Reiten             | Judo               | Tennis             | Taekwondo          | Triathlon          | Turnen             | Tischtennis        | Rudern             | Golf               | Rugby Sevens       |                    |                    |                    | Gesamt             | Rang               |
| --------- | ------------------ | ------------------ | ------------------ | -------------------- | ------------------ | ------------------ | ------------------ | ------------------ | ------------------ | ------------------ | ------------------ | ------------------ | ------------------ | ------------------ | ------------------ | ------------------ | ------------------ | ------------------ | ------------------ | ------------------ | ------------------ | ------------------ | ------------------ | ------------------ | ------------------ | ------------------ | ------------------ | ------------------ | ------------------ | ------------------ | ------------------ |
| 1896–1928 | nicht teilgenommen | nicht teilgenommen | nicht teilgenommen | nicht teilgenommen   | nicht teilgenommen | nicht teilgenommen | nicht teilgenommen | nicht teilgenommen | nicht teilgenommen | nicht teilgenommen | nicht teilgenommen | nicht teilgenommen | nicht teilgenommen | nicht teilgenommen | nicht teilgenommen | nicht teilgenommen | nicht teilgenommen | nicht teilgenommen | nicht teilgenommen | nicht teilgenommen | nicht teilgenommen | nicht teilgenommen | nicht teilgenommen | nicht teilgenommen | nicht teilgenommen | nicht teilgenommen | nicht teilgenommen | nicht teilgenommen | nicht teilgenommen | nicht teilgenommen | nicht teilgenommen |
| 1932      | 1                  | 1                  | 0                  | Jorge Perry          | 1                  |                    |                    |                    |                    |                    |                    |                    |                    |                    |                    |                    |                    |                    |                    |                    |                    |                    |                    |                    |                    |                    |                    |                    |                    |                    |                    |
| 1936      | 5                  | 5                  | 0                  | José Domingo Sánchez | 5                  |                    |                    |                    |                    |                    |                    |                    |                    |                    |                    |                    |                    |                    |                    |                    |                    |                    |                    |                    |                    |                    |                    |                    |                    |                    |                    |
| 1948      | 6                  | 6                  | 0                  |                      | 2                  | 2                  | 2                  |                    |                    |                    |                    |                    |                    |                    |                    |                    |                    |                    |                    |                    |                    |                    |                    |                    |                    |                    |                    |                    |                    |                    |                    |
| 1952      | nicht teilgenommen | nicht teilgenommen | nicht teilgenommen | nicht teilgenommen   | nicht teilgenommen | nicht teilgenommen | nicht teilgenommen | nicht teilgenommen | nicht teilgenommen | nicht teilgenommen | nicht teilgenommen | nicht teilgenommen | nicht teilgenommen | nicht teilgenommen | nicht teilgenommen | nicht teilgenommen | nicht teilgenommen | nicht teilgenommen | nicht teilgenommen | nicht teilgenommen | nicht teilgenommen | nicht teilgenommen | nicht teilgenommen | nicht teilgenommen | nicht teilgenommen | nicht teilgenommen | nicht teilgenommen | nicht teilgenommen | nicht teilgenommen | nicht teilgenommen | nicht teilgenommen |
| 1956      | 26                 | 26                 | 0                  | Jaime Aparicio       | 4                  | 6                  | 3                  | 8                  | 3                  | 2                  |                    |                    |                    |                    |                    |                    |                    |                    |                    |                    |                    |                    |                    |                    |                    |                    |                    |                    |                    |                    |                    |
| 1960      | 16                 | 16                 | 0                  | Emilio Echeverri     |                    | 2                  |                    | 7                  | 3                  | 3                  | 1                  |                    |                    |                    |                    |                    |                    |                    |                    |                    |                    |                    |                    |                    |                    |                    |                    |                    |                    |                    |                    |
| 1964      | 20                 | 20                 | 0                  | Emilio Echeverri     | 4                  | 5                  | 1                  | 8                  | 1                  |                    | 1                  |                    |                    |                    |                    |                    |                    |                    |                    |                    |                    |                    |                    |                    |                    |                    |                    |                    |                    |                    |                    |
| 1968      | 43                 | 38                 | 5                  | Ricardo González     | 4                  |                    | 9                  | 10                 |                    |                    | 3                  | 17                 |                    |                    |                    |                    |                    |                    |                    |                    |                    |                    |                    |                    |                    |                    |                    |                    |                    |                    |                    |
| 1972      | 59                 | 55                 | 4                  | Alfonson Pérez       | 7                  |                    | 4                  | 10                 | 10                 | 2                  | 2                  | 17                 | 7                  |                    |                    |                    |                    |                    |                    |                    |                    |                    |                    |                    |                    |                    |                    | 1                  | 2                  | 3                  | 31                 |
| 1976      | 35                 | 32                 | 3                  | Helmut Bellingrodt   | 7                  |                    | 5                  | 11                 | 3                  | 2                  |                    |                    | 5                  | 2                  |                    |                    |                    |                    |                    |                    |                    |                    |                    |                    |                    |                    |                    |                    |                    |                    |                    |
| 1980      | 23                 | 23                 | 0                  | Enrique Peña         | 4                  |                    | 2                  |                    |                    |                    |                    | 17                 |                    |                    |                    |                    |                    |                    |                    |                    |                    |                    |                    |                    |                    |                    |                    |                    |                    |                    |                    |
| 1984      | 39                 | 36                 | 3                  | Pablo Restrepo       | 5                  |                    | 1                  | 7                  | 14                 | 5                  |                    |                    | 5                  |                    | 1                  | 1                  |                    |                    |                    |                    |                    |                    |                    |                    |                    |                    |                    | 1                  |                    | 1                  | 33                 |
| 1988      | 40                 | 34                 | 6                  | Jorge Molina         | 8                  | 5                  | 2                  | 7                  | 3                  | 3                  |                    |                    |                    |                    |                    | 4                  | 4                  | 3                  |                    |                    |                    |                    |                    |                    |                    |                    |                    |                    | 1                  | 1                  | 46                 |
| 1992      | 49                 | 46                 | 3                  | Bernardo Tobar       | 5                  | 2                  | 1                  | 8                  | 2                  | 4                  |                    | 19                 | 3                  |                    | 1                  | 1                  | 3                  |                    |                    |                    |                    |                    |                    |                    |                    |                    |                    |                    | 1                  | 1                  | 54                 |
| 1996      | 48                 | 39                 | 9                  | Marlon Pérez         | 13                 | 2                  | 5                  | 12                 | 2                  | 5                  |                    |                    | 4                  |                    |                    | 3                  | 2                  |                    |                    |                    |                    |                    |                    |                    |                    |                    |                    |                    |                    |                    |                    |
| 2000      | 44                 | 25                 | 19                 | María Urrutia        | 11                 | 2                  | 5                  | 9                  | 3                  | 3                  | 2                  |                    | 3                  |                    |                    | 1                  | 1                  |                    | 2                  | 1                  | 1                  |                    |                    |                    |                    |                    | 1                  |                    |                    | 1                  | 50                 |
| 2004      | 53                 | 32                 | 21                 | Carmenza Delgado     | 11                 | 1                  | 3                  | 8                  | 3                  | 9                  | 1                  |                    | 5                  |                    |                    | 1                  | 1                  | 3                  | 2                  | 3                  | 1                  | 1                  |                    |                    |                    |                    |                    |                    | 2                  | 2                  | 68                 |
| 2008      | 67                 | 43                 | 24                 | María Luisa Calle    | 14                 |                    | 5                  | 13                 | 1                  | 10                 | 3                  |                    | 5                  | 1                  | 3                  | 3                  | 1                  | 2                  |                    | 2                  |                    | 2                  | 1                  | 1                  |                    |                    |                    | 2                  | 1                  | 3                  | 63                 |
| 2012      | 101                | 45                 | 56                 | Mariana Pajón        | 29                 | 1                  | 2                  | 17                 | 1                  | 8                  | 2                  | 17                 | 3                  | 2                  | 2                  | 3                  | 2                  | 2                  | 4                  | 1                  | 1                  | 2                  | 1                  |                    |                    |                    | 1                  | 3                  | 4                  | 8                  | 38                 |
| 2016      | 147                | 74                 | 73                 | Yuri Alvear          | 34                 | 2                  | 6                  | 15                 | 1                  | 9                  | 4                  | 36                 | 5                  | 1                  | 4                  | 5                  | 2                  | 2                  | 3                  | 2                  |                    | 2                  | 1                  |                    | 1                  | 12                 | 3                  | 2                  | 3                  | 8                  | 23                 |
| Gesamt    | Gesamt             | Gesamt             | Gesamt             | Gesamt               | Gesamt             | Gesamt             | Gesamt             | Gesamt             | Gesamt             | Gesamt             | Gesamt             | Gesamt             | Gesamt             | Gesamt             | Gesamt             | Gesamt             | Gesamt             | Gesamt             | Gesamt             | Gesamt             | Gesamt             | Gesamt             | Gesamt             | Gesamt             | Gesamt             | Gesamt             | 5                  | 9                  | 14                 | 28                 | 58                 |

### Winterspiele
| Jahr      | Athleten           | Athleten           | Athleten           | Fahnenträger                                       | Sportarten         | Sportarten         | Sportarten         | Medaillen          | Medaillen          | Medaillen          | Medaillen          | Medaillen          |
| Jahr      | Gesamt             | m                  | w                  | Fahnenträger                                       | Ski Alpin          | Skilanglauf        | Eisschnelllauf     |                    |                    |                    | Gesamt             | Rang               |
| --------- | ------------------ | ------------------ | ------------------ | -------------------------------------------------- | ------------------ | ------------------ | ------------------ | ------------------ | ------------------ | ------------------ | ------------------ | ------------------ |
| 1924–2006 | nicht teilgenommen | nicht teilgenommen | nicht teilgenommen | nicht teilgenommen                                 | nicht teilgenommen | nicht teilgenommen | nicht teilgenommen | nicht teilgenommen | nicht teilgenommen | nicht teilgenommen | nicht teilgenommen | nicht teilgenommen |
| 2010      | 1                  | 0                  | 1                  | Cynthia Denzler                                    | 1                  |                    |                    |                    |                    |                    |                    |                    |
| 2014      | nicht teilgenommen | nicht teilgenommen | nicht teilgenommen | nicht teilgenommen                                 | nicht teilgenommen | nicht teilgenommen | nicht teilgenommen | nicht teilgenommen | nicht teilgenommen | nicht teilgenommen | nicht teilgenommen | nicht teilgenommen |
| 2018      | 4                  | 3                  | 1                  | Pedro Causil                                       | 1                  | 1                  | 2                  |                    |                    |                    |                    |                    |
| 2022      | 3                  | 2                  | 1                  | Laura Isabel Gomez Quintero Carlos Andrés Quintana | 1                  | 1                  | 1                  |                    |                    |                    |                    |                    |
| Gesamt    | Gesamt             | Gesamt             | Gesamt             | Gesamt                                             | Gesamt             | Gesamt             | Gesamt             | 0                  | 0                  | 0                  | 0                  | -                  |

### Jugend-Sommerspiele
| Jahr   | Athleten | Athleten | Athleten | Fahnenträger  | Sportarten     | Sportarten | Sportarten | Sportarten     | Sportarten | Sportarten | Sportarten | Sportarten | Sportarten | Sportarten | Sportarten   | Sportarten | Sportarten | Sportarten | Medaillen | Medaillen | Medaillen | Medaillen | Medaillen |
| Jahr   | Gesamt   | m        | w        | Fahnenträger  | Leichtathletik | Boxen      | Radsport   | Wasserspringen | Reiten     | Turnen     | Schwimmen  | Taekwondo  | Tennis     | Triathlon  | Gewichtheben | Ringen     | Judo       | Schießen   |           |           |           | Gesamt    | Rang      |
| ------ | -------- | -------- | -------- | ------------- | -------------- | ---------- | ---------- | -------------- | ---------- | ---------- | ---------- | ---------- | ---------- | ---------- | ------------ | ---------- | ---------- | ---------- | --------- | --------- | --------- | --------- | --------- |
| 2010   | 24       | 15       | 9        | Éider Arévalo | 2              | 1          | 5          | 1              | 1          | 1          | 3          | 1          | 1          | 2          | 3            | 3          |            |            | 2         | 3         |           | 5         | 22        |
| 2014   | 34       | 17       | 17       |               | 11             |            | 4          | 2              |            | 2          | 1          | 2          | 2          | 2          | 2            | 3          | 2          | 1          | 1         |           | 2         | 3         | 46        |
| Gesamt | Gesamt   | Gesamt   | Gesamt   | Gesamt        | Gesamt         | Gesamt     | Gesamt     | Gesamt         | Gesamt     | Gesamt     | Gesamt     | Gesamt     | Gesamt     | Gesamt     | Gesamt       | Gesamt     | Gesamt     | Gesamt     | 3         | 3         | 2         | 8         | 36        |

### Jugend-Winterspiele
| Jahr   | Athleten           | Athleten           | Athleten           | Fahnenträger       | Sportarten         | Medaillen          | Medaillen          | Medaillen          | Medaillen          | Medaillen          |
| Jahr   | Gesamt             | m                  | w                  | Fahnenträger       | Ski Alpin          |                    |                    |                    | Gesamt             | Rang               |
| ------ | ------------------ | ------------------ | ------------------ | ------------------ | ------------------ | ------------------ | ------------------ | ------------------ | ------------------ | ------------------ |
| 2012   | nicht teilgenommen | nicht teilgenommen | nicht teilgenommen | nicht teilgenommen | nicht teilgenommen | nicht teilgenommen | nicht teilgenommen | nicht teilgenommen | nicht teilgenommen | nicht teilgenommen |
| 2016   | 1                  | 1                  | 0                  |                    | 1                  |                    |                    |                    |                    |                    |
| Gesamt | Gesamt             | Gesamt             | Gesamt             | Gesamt             | Gesamt             | 0                  | 0                  | 0                  | 0                  | -                  |

## Medaillengewinner

### Goldmedaillen
| Name              | Spiele              | Sportart       | Disziplin     | Anmerkung          |
| ----------------- | ------------------- | -------------- | ------------- | ------------------ |
| María Urrutia     | 2000 Sydney         | Gewichtheben   | Schwergewicht | erster Olympiasieg |
| Mariana Pajón     | 2012 London         | Radsport       | BMX           |                    |
| Mariana Pajón     | 2016 Rio de Janeiro | Radsport       | BMX           |                    |
| Óscar Figueroa    | 2016 Rio de Janeiro | Gewichtheben   | Federgewicht  |                    |
| Caterine Ibargüen | 2016 Rio de Janeiro | Leichtathletik | Dreisprung    |                    |

### Silbermedaillen
| Name               | Spiele              | Sportart       | Disziplin          | Anmerkung              |
| ------------------ | ------------------- | -------------- | ------------------ | ---------------------- |
| Helmut Bellingrodt | 1972 München        | Schießen       | Laufende Scheibe   | erster Medaillengewinn |
| Helmut Bellingrodt | 1984 Los Angeles    | Schießen       | Laufende Scheibe   |                        |
| Diego Salazar      | 2008 Peking         | Gewichtheben   | Federgewicht       |                        |
| Óscar Figueroa     | 2012 London         | Gewichtheben   | Federgewicht       |                        |
| Rigoberto Urán     | 2012 London         | Radsport       | Straßenrennen      |                        |
| Caterine Ibargüen  | 2012 London         | Leichtathletik | Dreisprung         |                        |
| Yuri Alvear        | 2016 Rio de Janeiro | Judo           | Mittelgewicht      |                        |
| Yuberjen Martínez  | 2016 Rio de Janeiro | Boxen          | Halbfliegengewicht |                        |

### Bronzemedaillen
| Name                       | Spiele              | Sportart       | Disziplin               | Anmerkung |
| -------------------------- | ------------------- | -------------- | ----------------------- | --------- |
| Alfonso Pérez              | 1972 München        | Boxen          | Leichtgewicht           |           |
| Clemente Rojas             | 1972 München        | Boxen          | Federgewicht            |           |
| Jorge Julio Rocha          | 1988 Seoul          | Boxen          | Bantamgewicht           |           |
| Ximena Restrepo            | 1992 Barcelona      | Leichtathletik | 400 Meter               |           |
| María Luisa Calle Williams | 2004 Athen          | Radsport       | Punktefahren            |           |
| Mabel Mosquera             | 2004 Athen          | Gewichtheben   | Federgewicht            |           |
| Jackeline Rentería         | 2008 Peking         | Ringen         | Leichtgewicht, Freistil |           |
| Óscar Muñoz                | 2012 London         | Taekwondo      | Fliegengewicht          |           |
| Carlos Oquendo             | 2012 London         | Radsport       | BMX                     |           |
| Yuri Alvear                | 2012 London         | Judo           | Mittelgewicht           |           |
| Jackeline Rentería         | 2012 London         | Ringen         | Leichtgewicht, Freistil |           |
| Luis Javier Mosquera       | 2016 Rio de Janeiro | Gewichtheben   | Leichtgewicht           |           |
| Carlos Ramírez             | 2016 Rio de Janeiro | Radsport       | BMX                     |           |
| Íngrit Valencia            | 2016 Rio de Janeiro | Boxen          | Fliegengewicht          |           |

## Medaillen nach Sportart
| Sportart       | Gold | Silber | Bronze | Gesamt |
| Gewichtheben   | 2    | 3      | 2      | 7      |
| Radsport       | 2    | 1      | 3      | 6      |
| Leichtathletik | 1    | 1      | 1      | 3      |
| Schießen       | 0    | 2      | 0      | 2      |
| Boxen          | 0    | 1      | 4      | 5      |
| Judo           | 0    | 1      | 1      | 2      |
| Ringen         | 0    | 0      | 2      | 2      |
| Taekwondo      | 0    | 0      | 1      | 1      |
| Gesamt         | 5    | 9      | 14     | 28     |

## Medaillenspiegel

### Olympische Spiele
|                         |   |   |    | Gesamt | Rang |
| ----------------------- | - | - | -- | ------ | ---- |
| Olympische Sommerspiele | 5 | 9 | 14 | 28     | 58   |
| Olympische Winterspiele | 0 | 0 | 0  | 0      | -    |
| Gesamt                  | 5 | 9 | 14 | 28     | 59   |

### Olympische Jugendspiele
|                                |   |   |   | Gesamt | Rang |
| ------------------------------ | - | - | - | ------ | ---- |
| Olympische Jugend-Sommerspiele | 3 | 3 | 2 | 8      | 36   |
| Olympische Jugend-Winterspiele | 0 | 0 | 0 | 0      | -    |
| Gesamt                         | 3 | 3 | 2 | 8      | 42   |